# Björn Haugan
Björn Haugan  (5 de septiembre de 1942 – 8 de enero de 2009) fue un tenor lírico noruego.

## Biografía
Haugan nació en Söderhamn. Sus padres fueron Arne Haugan, ex policía y luego general, y su esposa sueca Anna Gunhild, nombre de soltera Widell. Después de estudiar en Oslo, regresó a la tierra natal de su madre a mediados de la década de los 60 y estudió con Margareta y Arne Sunnegårdh en la Academia de Música de Estocolmo, donde se graduó como profesor de música y profesor de canto. También estudió con Ettore Campogalliani en Italia.
Hizo su debut como Duque en Rigoletto en la Ópera de Oslo en 1971. Otros papeles importante fueron el de Andrés en Wozzeck, don Ottavio en Don Giovanni, Pinkerton en Madame Butterfly, el subastador en El progreso del libertino, Doctor Cajus en Falstaff, Beadle en Sweeney Todd, Idomeneo , Baco en Ariadna en Naxos. Actuó en Folkoperan, Norrlandsoperan, Värmlandoperan y Stora teatern en Gotemburgo.
Haugan también cantó en el grupo vocal Vans Bro's, junto a Per Arne Sjöström (tenor), Erik Westling (barítono) y Björn Löwgren (bajo).
Haugan es también conocido por su actuación en la película sueca de 1983 Två killar och en tjej, dirigida por Lasse Hallström.